# Patente di tolleranza
Le patenti di tolleranza furono tre editti emessi tra il 1781 e il 1785 da Giuseppe II d'Austria. Con tali decreti si estendeva la libertà religiosa alle popolazioni professanti confessioni non cattoliche viventi nei territori asburgici, cioè luterani, calvinisti, ortodossi, ebrei e massoni.
Un altro documento noto come patente di tolleranza fu emesso da Giovanni II d'Ungheria nel 1568 anch'esso per istituire de iure tolleranza e parità giuridica delle religioni.